# Luigi Aloisio di Hohenlohe-Waldenburg-Bartenstein
Ludwig Aloys von Hohenlohe-Bartenstein, III principe di Hohenlohe-Bartenstein (Bartenstein, 18 agosto 1765 – Lunéville, 30 maggio 1829), è stato un nobile e generale tedesco naturalizzato francese, maresciallo e pari di Francia.

## Biografia
Figlio del principe Ludwig Carl von Hohenlohe-Waldenburg-Bartenstein, nel 1784 entrò al servizio nell'esercito del Palatinato, che lasciò nel 1792 per prendere il comando di un reggimento reclutato dal padre al servizio dei principi emigrati dalla Francia in seguito alla Rivoluzione. Nel cosiddetto "esercito degli emigrati" si distinse particolarmente sotto Condé nelle campagne del 1792-93, specie alla difesa di Wissembourg.
Entrò quindi al servizio dei Paesi Bassi dove, circondato dall'armata del generale Pichegru, diresse una magistrale ritirata dall'isola di Bommelerwaard. Dal 1794 al 1798, dopo che gli olandesi si erano arresi alle truppe francesi, Hohenlohe si unì all'esercito austriaco dove servì come colonnello. Nel 1799 fu nominato maggior generale dall'arciduca Carlo, nel 1806 divenne Feldmarshallleutnant, l'anno dopo governatore della Galizia.
Napoleone Bonaparte gli offrì di restaurare il principato di Hohenlohe-Bartenstein a condizione che questo aderisse alla Confederazione del Reno, ma Hohenlohe rigettò la proposta ed entrò al servizio del Württemberg.
Dopo la caduta di Napoleone, con la Restaurazione del 1814 entrò al servizio della Francia, e nel 1816 prese il comando di un reggimento da lui stesso reclutato (Légion de Hohenlohe, uno dei reggimenti da cui nacque nel 1831 la Legione straniera). Nel 1823 fu naturalizzato francese e il suo reggimento ebbe un ruolo nella Spedizione di Spagna. Nel 1827 fu nominato maresciallo di Francia e pari di Francia.

## Matrimoni e figli
Ludwig Alois von Hohenlohe-Waldenburg-Bartenstein sposò il 18 novembre 1786 la contessa Franziska Wilhelmina Augusta von Manderscheid-Blankenheim (13 marzo 1770 - 26 agosto 1789), figlia del conte Johann Wilhelm von Manderscheid-Blankenheim-Gerolstein (1708 – 1772) e di sua moglie, Johanna Maximiliana Franziska Ludovica Otilia von Limburg-Styrum († 1772). Insieme ebbero un figlio:
- Karl August Theodor (9 giugno 1788 - 12 agosto 1844), IV principe di Hohenlohe-Bartenstein, sposò il 9 settembre 1811 la langravia Clotilde d'Assia-Rothenburg (12 settembre 1787 - 6 gennaio 1869)

Alla morte della prima moglie, Ludwig Alois si risposò una seconda volta il 19 gennaio 1790 a Bedburg con l'altgravia Maria Crescentia di Salm-Reiferscheit (29 agosto 1768 - 4 aprile 1826), figlia dell'altgravio Sigmund von Zalm-Reiferscheit-Bedburg (1735 – 1798) e di sua moglie, Eleonora Maria Walburga Saloma von Waldburg-Zeil (1735-1804). La coppia ebbe due figlie:
- Maria Beatrice (1 dicembre 1791 - 4 aprile 1792)
- Augusta Carlotta (16 novembre 1793 - ?)

## Ascendenza
|                                                                                          |                                   |                                                                                                | Genitori                                               |  |  | Nonni |  |  | Bisnonni                               |  |  | Trisnonni                           |  |
|                                                                                          |                                   |                                                                                                |                                                        |  |  |       |  |  | Philipp Karl von Hohenlohe-Bartenstein |  |  | Christian von Hohenlohe-Bartenstein |  |
|                                                                                          |                                   |                                                                                                |                                                        |  |  |       |  |  | Philipp Karl von Hohenlohe-Bartenstein |  |  | Christian von Hohenlohe-Bartenstein |  |
|                                                                                          |                                   | Lucia von Hatzfeld                                                                             |                                                        |  |  |       |  |  | Philipp Karl von Hohenlohe-Bartenstein |  |  |                                     |  |
| Karl Philipp Franz von Hohenlohe-Bartenstein, I principe di Hohenlohe-Bartenstein        |                                   |                                                                                                |                                                        |  |  |       |  |  | Philipp Karl von Hohenlohe-Bartenstein |  |  |                                     |  |
|                                                                                          |                                   | Sofia Leopoldina d'Assia-Rheinfels-Wanfried                                                    | Carlo d'Assia-Wanfried                                 |  |  |       |  |  |                                        |  |  |                                     |  |
|                                                                                          |                                   | Sofia Leopoldina d'Assia-Rheinfels-Wanfried                                                    | Carlo d'Assia-Wanfried                                 |  |  |       |  |  |                                        |  |  |                                     |  |
|                                                                                          |                                   | Sofia Leopoldina d'Assia-Rheinfels-Wanfried                                                    | Alexandrina Juliana von Leiningen                      |  |  |       |  |  |                                        |  |  |                                     |  |
| Ludwig Carl von Hohenlohe-Waldenburg-Bartenstein, II principe di Hohenlohe-Bartenstein   |                                   | Sofia Leopoldina d'Assia-Rheinfels-Wanfried                                                    |                                                        |  |  |       |  |  |                                        |  |  |                                     |  |
|                                                                                          |                                   | Ludovico Giorgio d'Assia-Homburg                                                               | Federico II d'Assia-Homburg                            |  |  |       |  |  |                                        |  |  |                                     |  |
|                                                                                          |                                   | Ludovico Giorgio d'Assia-Homburg                                                               | Federico II d'Assia-Homburg                            |  |  |       |  |  |                                        |  |  |                                     |  |
|                                                                                          |                                   | Ludovico Giorgio d'Assia-Homburg                                                               | Sofia Sibilla di Leiningen-Westerburg                  |  |  |       |  |  |                                        |  |  |                                     |  |
| Sofia Federica d'Assia-Homburg                                                           |                                   | Ludovico Giorgio d'Assia-Homburg                                                               |                                                        |  |  |       |  |  |                                        |  |  |                                     |  |
|                                                                                          |                                   | Christine Magdalena von Limpurg-Speckfeld                                                      | Vollrath von Limpurg-Speckfeld                         |  |  |       |  |  |                                        |  |  |                                     |  |
|                                                                                          |                                   | Christine Magdalena von Limpurg-Speckfeld                                                      | Vollrath von Limpurg-Speckfeld                         |  |  |       |  |  |                                        |  |  |                                     |  |
|                                                                                          |                                   | Christine Magdalena von Limpurg-Speckfeld                                                      | Sophie Eleonore von Limpurg-Gaildorf                   |  |  |       |  |  |                                        |  |  |                                     |  |
| Ludwig Alois von Hohenlohe-Waldenburg-Bartenstein, III principe di Hohenlohe-Bartenstein |                                   | Christine Magdalena von Limpurg-Speckfeld                                                      |                                                        |  |  |       |  |  |                                        |  |  |                                     |  |
|                                                                                          | Moritz Hermann von Limburg-Stirum | Moritz von Limburg-Stirum                                                                      |                                                        |  |  |       |  |  |                                        |  |  |                                     |  |
|                                                                                          | Moritz Hermann von Limburg-Stirum | Moritz von Limburg-Stirum                                                                      |                                                        |  |  |       |  |  |                                        |  |  |                                     |  |
|                                                                                          | Moritz Hermann von Limburg-Stirum | Marie Bernhardine von Limburg-Bronckhorst                                                      |                                                        |  |  |       |  |  |                                        |  |  |                                     |  |
| Christian Otto von Limburg-Stirum                                                        | Moritz Hermann von Limburg-Stirum |                                                                                                |                                                        |  |  |       |  |  |                                        |  |  |                                     |  |
|                                                                                          |                                   | Elisabeth Dorothea von Leiningen-Dagsburg-Falkenburg                                           | Emich Christian von Leiningen-Dagsburg-Falkenburg      |  |  |       |  |  |                                        |  |  |                                     |  |
|                                                                                          |                                   | Elisabeth Dorothea von Leiningen-Dagsburg-Falkenburg                                           | Emich Christian von Leiningen-Dagsburg-Falkenburg      |  |  |       |  |  |                                        |  |  |                                     |  |
|                                                                                          |                                   | Elisabeth Dorothea von Leiningen-Dagsburg-Falkenburg                                           | Christine Luise von Dhaun-Falkenstein                  |  |  |       |  |  |                                        |  |  |                                     |  |
| Josepha Friederike Polyxena Alexandrina von Limburg-Stirum                               |                                   | Elisabeth Dorothea von Leiningen-Dagsburg-Falkenburg                                           |                                                        |  |  |       |  |  |                                        |  |  |                                     |  |
|                                                                                          |                                   | Philipp Ernst von Hohenlohe-Waldenburg-Schillingsfürst, I principe di Hohelohe-Schillingsfürst | Ludwig Gustaf von Hohenlohe-Waldenburg-Schillingsfürst |  |  |       |  |  |                                        |  |  |                                     |  |
|                                                                                          |                                   | Philipp Ernst von Hohenlohe-Waldenburg-Schillingsfürst, I principe di Hohelohe-Schillingsfürst | Ludwig Gustaf von Hohenlohe-Waldenburg-Schillingsfürst |  |  |       |  |  |                                        |  |  |                                     |  |
|                                                                                          |                                   | Philipp Ernst von Hohenlohe-Waldenburg-Schillingsfürst, I principe di Hohelohe-Schillingsfürst | Maria Eleonore von Hatzfeld zu Gleichen                |  |  |       |  |  |                                        |  |  |                                     |  |
| Carolina von Hohenlohe-Waldenburg-Schillingsfürst                                        |                                   | Philipp Ernst von Hohenlohe-Waldenburg-Schillingsfürst, I principe di Hohelohe-Schillingsfürst |                                                        |  |  |       |  |  |                                        |  |  |                                     |  |
|                                                                                          |                                   | Francisca Barbara von Welz-Wilmersdorf                                                         | Franz von Welz-Wilmersdorf                             |  |  |       |  |  |                                        |  |  |                                     |  |
|                                                                                          |                                   | Francisca Barbara von Welz-Wilmersdorf                                                         | Franz von Welz-Wilmersdorf                             |  |  |       |  |  |                                        |  |  |                                     |  |
|                                                                                          |                                   | Francisca Barbara von Welz-Wilmersdorf                                                         | Anna Barbara de Gun                                    |  |  |       |  |  |                                        |  |  |                                     |  |
|                                                                                          |                                   | Francisca Barbara von Welz-Wilmersdorf                                                         |                                                        |  |  |       |  |  |                                        |  |  |                                     |  |